# Euselasia ferrugo
Euselasia ferrugo är en fjärilsart som beskrevs av Bates 1868. Euselasia ferrugo ingår i släktet Euselasia och familjen Riodinidae. Inga underarter finns listade i Catalogue of Life.